# Loucko
Loucko je sdružení obcí v okrese Jihlava. Přirozeným centrem mikroregionu je největší obec Luka nad Jihlavou.

## Obce sdružené v mikroregionu
- Bítovčice
- Kamenice
- Kozlov
- Luka nad Jihlavou
- Velký Beranov
- Vysoké Studnice